# Leonid Ossyka
Leonid Ossyka (en ukrainien : Леоні́д Миха́йлович Оси́ка), né le 8 mars 1940 à Kiev et mort le 16 septembre 2001 dans la même ville, est un réalisateur soviétique et ukrainien. En 1990-1993, il est le secrétaire de l'Union des cinéastes d'Ukraine.

## Biographie
Leonid Ossyka nait à Kiev le 8 mars 1940. Il étudie à l'école des arts du théâtre d'Odessa (1959), puis le cinéma à VGIK (1965). Il commence sa carrière au Studio Dovjenko comme maquilleur avant de passer au scénario et à la réalisation. Son premier film, un court métrage Entrante dans la mer (1965) ne fait pas l'unanimité, il sera même étiqueté comme existentialiste avec éléments empruntés à la Nouvelle Vague. Le réalisateur enchaîne l'année suivante avec Qui reviendra aimera (1966), un film de guerre dont le mixage audio est ponctué de poèmes rédigés pendant la Seconde Guerre mondiale, notamment ceux de Semion Goudzenko. En 1972, son drame historique Zakhar Berkout adapté de la nouvelle éponyme d'Ivan Franko qui raconte l'Invasion mongole de la Rus', remporte le prix pour la conservation des traditions de folklore épique au Festival panrusse du cinéma (en) à Tbilissi. En 1976, il se distingue de nouveau au Festival panrusse se déroulant cette fois à Frounzé où son film Le mois inquiétant de Veresen (Тревожный месяц вересень) remporte le prix pour le développement d'un thème militaro-patriotique. En 1982, le réalisateur touche au genre documentaire avec Que tous aimaient qui rend hommage à l'acteur et réalisateur ukrainien Leonid Bykov. La biographie romancée de Mikhaïl Vroubel est relatée dans les Études sur Vroubel dont il écrit également le scénario avec Sergueï Paradjanov (1989).
Le prix national Taras Chevtchenko lui est décerné en 1997, pour les films Croix de pierre (1968), Zakhar Berkout (1971), Cadeau pour la fête du prénom (1991) et Les Sceaux de l'Hetman (1993). On lui attribue le titre honorifique d'artiste du peuple d'Ukraine en 1998.
Mort à Kiev, Léonide Ossyka est enterré au cimetière Baïkov.

## Style
Ossyka est un grand utilisateur du langage poétique. Il fait partie, aux côtés d'Ivan Dratch, Youri Illienko et Tenguiz Abouladzé de l'école de Kiev, aussi appelée « école picturale ».

## Œuvres

### Réalisateur
- 1965 : Entrante dans la mer (Входящая в море), court métrage 14 minutes
- 1966 : Qui reviendra aimera (Кто вернётся — долюбит)
- 1968 : La Croix de pierre (Каменный крест).
- 1971 : Zakhar Berkout (Захар Беркут)[4].
- 1973 : Le grand-père de l'ailier gauche (Дед левого крайнего)
- 1976 : Le Mois inquiétant de septembre (Тревожный месяц вересень)
- 1978 : La Mer (Море)
- 1982 : ... que tous aimaient (…которого любили все)
- 1985 : Incline-toi jusqu'à la terre (Поклонись до земли)
- 1987 : Entrez, malheureux (Войдите, страждущие!)
- 1989 : Etudes sur Vroubel (Этюды о Врубеле)
- 1991 : Cadeau pour la fête du prénom (Подарок на именины)
- 1993 : Les Sceaux de l'Hetman (Гетманские клейноды)

### Scénariste
- 1973 : Le grand-père de l'ailier gauche (Дед левого крайнего)
- 1978 : La Mer (Море)
- 1982 : ... que tous aimaient (…которого любили все)
- 1989 : Etudes sur Vroubel (Этюды о Врубеле) avec Sergueï Paradjanov
- 1991 : Cadeau pour la fête du prénom (Подарок на именины)
- 1993 : Les Sceaux de l'Hetman (Гетманские клейноды)